# Trafiksanering
Trafiksanering er et fælles udtryk for begrænsning af især biltrafik i et givent område. Trafiksanering gennemføres typisk for at mindske ulykker forårsaget af trafikken.

## Oprindelse
Begrebet "trafiksanering" blev optaget i færdselsloven 1976 i §40:
"Justitsministeren kan i samråd med miljøministeren, efter indstilling fra de kommunale myndigheder, fravige reglerne i kapitlerne 2, 3 og 4, i det omfang det er nødvendigt for i lokalområder at fremme en hensigtsmæssig trafiksanering."
Ved lovens ikrafttræden blev der udpeget to typer af trafiksaneringsmuligheder:
- opholds- og legeområder, hvor hele vejarealet kunne anvendes til ophold og leg, og den tilladte hastighed for biler kun var 15 km/t,
- stillevejsområder, hvor vejen fortsat fortrinsvis anvendes til trafikafvikling, men at der af hensyn til de svage trafikanters sikkerhed er fastlagt en hastighed til 30 km/t.

I begge tilfælde var der tale om en integrering af ulige trafikformer men på de "svage" trafikanters betingelser.
Senere er de virkemidler, der kunne tages i brug, udvidet til – i tilpasset form – også at kunne anvendes på andre vejstrækninger med højere tilladt hastighed.

## Afgrænsning
Modsat vejplanlægning er trafiksanering altid en ombygning af eksisterende vejanlæg og som regel med det formål dels at nedbringe antallet af trafikuheld, dels at gøre selve færdslen mere tryg. Ofte spiller æstetiske og støjformindskende forhold også en rolle ved valget af de tiltag, der tages i brug.

## Virkemidler
Eksempler på anvendte trafiksaneringstiltag:
- omdannelse til gågade,
- omdannelse til sivegade,
- fartbegrænsende foranstaltninger vejbump, skiltede hastighedsbegrænsninger,
- trafikmindskende tiltag fx trafikal ensretning,
- heller, rundkørsler,
- udsparinger til beplantninger.

## Effektanalyser
Som et led i trafiksaneringer laves som regel før- og efter-undersøgelser med henblik på at vise betydningen af de udførte tiltag med hensyn til:
- færdslens omfang og sammensætning (herunder flytninger af færdsel til andre veje),
- færdslens hastighed,
- mindskelse af antallet og alvorligheden af trafikuheld,
- andre forhold (trafikanternes indbyrdes hensyntagen, støjnedbringelse og andre miljøforbedringer og lignende).